# Allobodilus unicus
Allobodilus unicus är en skalbaggsart som beskrevs av Bordat 1990. Allobodilus unicus ingår i släktet Allobodilus och familjen Aphodiidae. Inga underarter finns listade i Catalogue of Life.